# HITS ON THE RADIO
HITS ON THE RADIO（ヒッツ・オン・ザ・レディオ）は、月曜日～木曜日にFMとやまで放送されていた音楽番組。長年、FMとやまで放送された電リクパニックシリーズに変わる番組として2001年4月2日にスタートした。
放送時間は、月曜日から木曜日の18:00～20:00。なお、2010年3月31日の放送をもって、番組が終了した。

## パーソナリティ
番組終了時点
- 上野紋（3代目女性パーソナリティ）（2007年 - ）
- タナベマサキ（開始当初から変わらず）

過去のパーソナリティ
- 沼倉真里子（初代女性パーソナリティ）（2001 - 2004)
- 田島悠紀子（2代目女性パーソナリティ）（2004 - 2007）

## ゲストラウンジ
- たまにアーティストなどがゲスト出演することがあった。ゲスト出演する際に『ゲストラウンジ』のコーナーが放送された。終了後にゲストのサインが書かれ、FAXボードで取り出すことができた。

## Beautiful Songs
- 2008年に始まったコーナー（19:00～19:15）。4日間、リスナーのリクエストで毎週決められたアーティスト及びテーマの楽曲を放送する。

## ラストナンバーリクエスト
- 最後に流すリクエスト曲を放送する。